# 台中市公車291路
台中市公車291路目前行駛自霧峰山多綠社區到大里區環保公園，由中台灣客運營運。

## 歷史
- 2013年1月1日：移撥為臺中市公車，原為公路客運6528路〈臺中－臺中港（北堤）〉。
- 2013年10月16日：原豐原客運營運之291路（臺中火車站－臺中港郵局）停駛。
- 2017年3月1日：復駛，改由中台灣客運營運，並變更區間為（霧峰區山多綠山莊－大里區環保公園）。[1]
- 2017年5月1日：「霧峰郵局」更名為「霧峰郵局（明台高中）」。

## 路線基本資料
往山多綠社區共41站，往環保公園共41站。單程行車時間約50分，單程行車里數約17.6公里。
本路線自山多綠社區起，沿霧峰區樟公北巷、萊園路、成功路、中正路、吉峰路、民生路、大里區健東路、練武路、仁化路、鳳凰路、太平區光德路、太堤東路、新仁橋、大里區立仁路、新仁路、中興路、德芳南路、德芳路到環保公園。

### 時刻表
- 時刻表僅供參考，請以中台灣客運網站公告為準。
- 時刻表更新時間為2025年2月15日。

| 台中市公車291路平日/假日時刻列表 | 台中市公車291路平日/假日時刻列表 | 台中市公車291路平日/假日時刻列表 | 台中市公車291路平日/假日時刻列表 |
| -------------------------------- | -------------------------------- | -------------------------------- | -------------------------------- |
| 霧峰山多綠社區開時刻             | 霧峰山多綠社區開備註             | 大里區環保公園開時刻             | 大里區環保公園開備註             |
| 06:30                            | -                                | 07:40                            | -                                |
| 08:50                            | -                                | 10:00                            | -                                |
| 11:10                            | -                                | 12:50                            | -                                |
| 14:00                            | -                                | 15:10                            | -                                |
| 16:20                            | -                                | 17:45                            | -                                |

### 收費
- 依里程計費；刷電子票證10公里免費。
- 里程計費說明：
  - 基本里程：8公里。
  - 基本里程票價全票20元、半票11元。
  - 超過基本里程（8公里）計費方式：
    - 全票=[2.431 x 搭乘里程數x (1+5%營業稅)] （四捨五入）
    - 半票=[2.431 x 搭乘里程數x (1+5%營業稅)] x 50% （四捨五入）

  - 兒童、老人、身心障礙者及其陪伴者依規定半票收費。

### 停站
- 參見右側站牌路線圖。
- 路線圖更新時間為2025年3月30日。